# Oligoclase

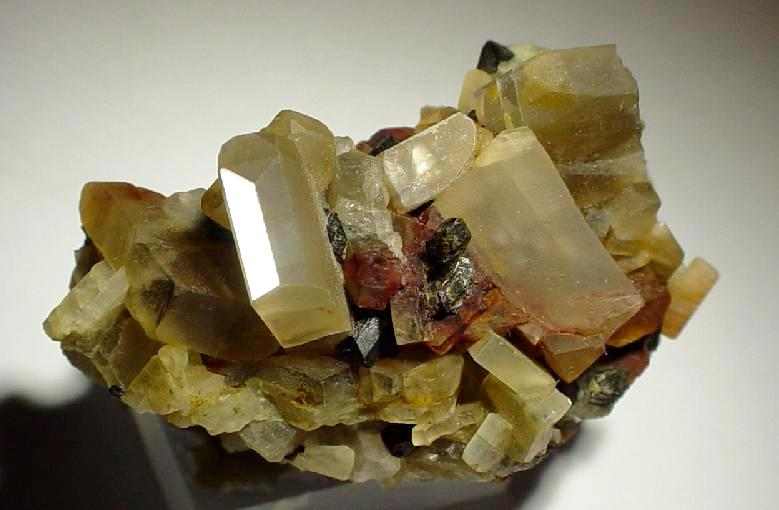
Oligoclase

Oligóclase ou oligoclásio é um mineral constituinte de várias rochas pertencente à série da plagioclase. É o termo intermédio entre a albita (NaAlSi3O8) e a anortita (CaAl2Si2O8) quer na sua composição química quer nas suas características físicas e cristalográficas. O quociente molar albita:anortita varia de 90:10 a 70:30.

## Generalidades
A oligoclase é um feldspato rico em sódio que cristaliza no sistema triclínico. A sua dureza vai de 6 a 6.5 e o seu peso específico de 2.64 a 2.66. Os índices de refracção são: nα=1.533 - 1.543, nβ=1.537 - 1.548, e nγ=1.542 - 1.552. Normalmente de cor branca, com tons de cinzento, verde ou vermelho.
O nome oligoclase foi usado pela primeira vez por August Breithaupt em 1826 a partir do Grego oligos, pequeno e kaisen, quebrar, porque se pensava que tivesse clivagem menos perfeita que a albita. Havia sido anteriormente identificada como uma espécie mineral distinta por J. J. Berzelius em 1824, tendo por este sido denominada soda-espodúmena, por causa do seu aspecto semelhante ao da espodúmena. 

## Variedades gemológicas
Tem sido possível lapidar algumas gemas a partir de material vítreo e perfeitamente incolor e transparente encontrado em Bakersfield, Carolina do Norte, Estados Unidos da América. Uma outra variedade mais frequentemente utilizada para este fim, é o feldspato-aventurina ou pedra do sol encontrada sob a forma de massas em gnaisses de Tvedestrand no sul da Noruega; esta gema exibe reflexos metálicos vermelhos a dourados, devido à presença de numerosas pequenas escamas de hematita orientadas segundo a estrutura do feldspato.

## Tipos de ocorrências
A oligoclase ocorre, muitas vezes acompanhando a ortoclase, como constituinte de rochas ígneas intrusivas como o granito, sienito e diorito. Pode ser encontrada em diques de pórfiros e diabase bem como em rochas extrusivas como o andesito e o traquito. Ocorre também em gnaisses. Os maiores e mais bem desenvolvidos cristais são geralmente encontrados com ortoclase, quartzo, epídoto e calcita em veios nos granitos de Arendall, Noruega. A textura distinctiva do granito rapakivi é devida a cristas de oligoclase em fenocristais de ortoclase.